# Veau de lait

## Définition
Le veau de lait est un veau nourri seulement avec du lait, qui peut être celui de la mère, ou des aliments lactés. Sa viande est assez pâle, à peine rosée, contrairement au veau qui broute également de l'herbe et dont la viande est plus foncée. Appelé aussi « veau de boucherie », par opposition à « veau d'élevage », il est destiné à la production de viande de veau.

## Le veau élevé sous la mère
Dans les élevages de vaches laitières, la séparation de la mère et de son veau se fait dans les douze heures après le vêlage.
Le veau de lait peut être élevé sous la mère. Cela se fait traditionnellement dans le sud-ouest de la France. Le veau de lait élevé sous la mère est nourri au pis de sa mère deux fois par jour.
Il peut également être élevé dans les élevages de veaux de boucherie. Il est séparé de sa mère à l'âge de 2 semaines. Les veaux de lait mâles sont envoyés pour les deux tiers dans les filières de veaux de boucherie.

## Alimentation
L’alimentation des veaux de lait repose ensuite entièrement sur du lait, qu’il soit entier ou en aliments lactés. Le veau de lait élevé en élevage de veaux de boucherie est nourri d’aliments lactés c’est-à-dire de lait en poudre reconstitué.

## Viande
Le veau nourri uniquement de lait donne à la viande une couleur claire et une grande tendreté. Les matières grasses du lait maternel offrent un goût fondant à la viande. A la cuisson, elles génèrent une saveur et une qualité incomparable à la viande.

## Poids
Le veau de lait est vendu et abattu entre 3 et 5,5 mois. Il pèse généralement à cet âge là
entre 150 à 240 kg.

## Label
Depuis 1971 un label rouge a été créée pour l’élevage de veaux élevés sous la mère. Il protège la production de veaux de lait.

## Production en France
Les veaux de lait élevés sous la mère représentent 6% de la production française de veaux. En 2017, on compte 70 000 veaux de lait élevés sous la mère.